# ویلیام شروود فاکس
ویلیام شروود فاکس (انگلیسی: William Sherwood Fox; ۱۷ ژوئن ۱۸۷۸ – ۱۴ اوت ۱۹۶۷) استاد دانشگاه مطالعات کلاسیک اهل کانادا بود.